# 337

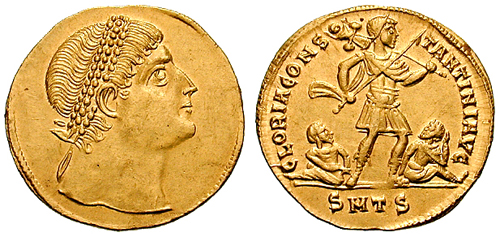
Een solidus van Constantijn de Grote

Het jaar 337 is het 37e jaar in de 4e eeuw volgens de christelijke jaartelling.

## Gebeurtenissen

### Italië
- 6 februari - Paus Julius I (337-352) volgt Marcus op als 35e paus van Rome. Tijdens zijn pontificaat verbetert hij de machtspositie van de kerken.

### Georgië
- In Georgië wordt het christendom de officiële staatsgodsdienst van het land.

### Klein-Azië
- 22 mei - Keizer Constantijn de Grote overlijdt bij Nicomedia (huidige İzmit) en laat zich op zijn sterfbed dopen tot het christendom. De Senaat verklaart hem goddelijk (Divus).
- 9 september - Na de dood van Constantijn I wordt het Romeinse Rijk verdeeld onder zijn drie zoons:
  - Constantijn II krijgt Britannia, Gallië en Hispania
  - Constantius II regeert over Klein-Azië, Syria en Egypte
  - Constans I bestuurt Italia, Illyricum en Africa
- September - Door de troonsopvolging ontstaat er een bloedige machtsstrijd; de drie Augusti laten vele rivaliserende familieleden en politieke tegenstanders executeren.

## Geboren
- Fa Hsien, Chinese monnik en reiziger (waarschijnlijke datum)
- Zenobius, bisschop van Florence (overleden 390 of 417)

## Overleden
- 22 mei - Constantijn de Grote (57), keizer van het Romeinse Rijk
- September
  - Flavius Dalmatius, Caesar en neef van Constantijn I
  - Hannibalianus (22), koning van Armenië en Pontus
  - Julius Constantius, halfbroer van Constantijn I
- Leontius, bisschop van Caesarea (Turkije)